# وادي الأخضر
وادي الأخضر هو أحد أودية شبه الجزيرة العربية، ويقع حالياً ضمن حدود السعودية. يبلغ طول الوادي 150 كم ومتوسط انحداره 5,8 م / كم. ينبع من حرة الرحا، ويصب في قاع شرورا الواقع شمال تبوك. من أهم روافده وادي قنا، ووادي الرمامية.